# Valguta
Valguta – wieś w Estonii, w prowincji Tartu, w gminie Rõngu.